# Derolus mauritanicus
Derolus mauritanicus là một loài bọ cánh cứng trong họ Cerambycidae.